# 北射纹线坑
北射纹线坑（North Ray）是阿波罗16号宇航员在月球笛卡尔高地上曾到访过的一座小陨石坑，1973年该陨坑名被国际天文学联合会正式接受。它是阿波罗计划中宇航员取样过的最大陨坑。
1972年4月21日，阿波罗16号”猎户座“号登月舱降落在北射纹线坑和南射纹线坑之间。宇航员约翰·杨和查尔斯·杜克驾驶月面考察车或月球漫游车，在三次舱外活动中探索了二座陨坑之间的区域，其中第三次舱外活动到达了位于登陆点以北约4.4公里的北射纹线坑11号科考点。在去往该地点的路上，他们驱车沿着距北射纹线坑以南3公里，大小类似但更古老的帕尔梅托坑边缘行驶。
北射纹线坑直径约1公里，深约240米。宇航员们观察到陨坑内侧坡上50米较为平缓，但50米以下变得很陡峭，且无法看到它的坑底。内侧坡上散落了一些5米以上见方的巨岩，其中一块巨大的，被 称作“房屋岩石”的巨岩就横卧在南侧边缘附近，另还有一块略小，正式名称叫“南部巨石”，非正式称作“屋外岩石”的巨砾，几乎可以肯定就是从“房屋岩石”上分裂出来的碎块。而从轨道上可看到的射纹系统，在地面却并不明显。
北射纹线坑切入进雨海纪代的"凯利地层"(Cayley Formation )，但陨坑自身则是非常年轻，根据所存在的射纹线，它应归属于哥白尼纪（请参见下面的地质龄部分）。

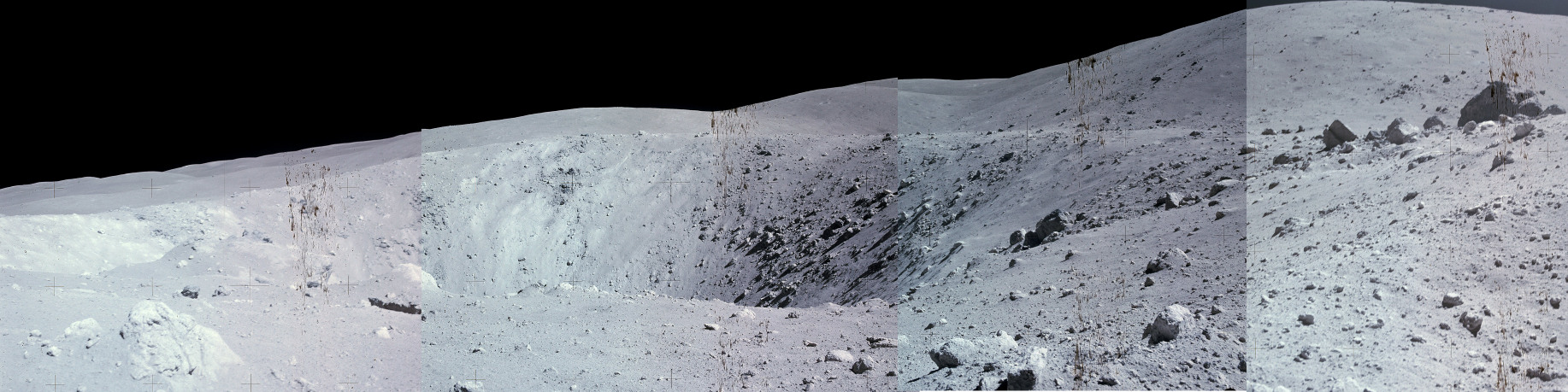
从陨坑南侧边缘看到的北射纹线坑全景，房屋岩石就位于右边，请与下面的地图作比较。

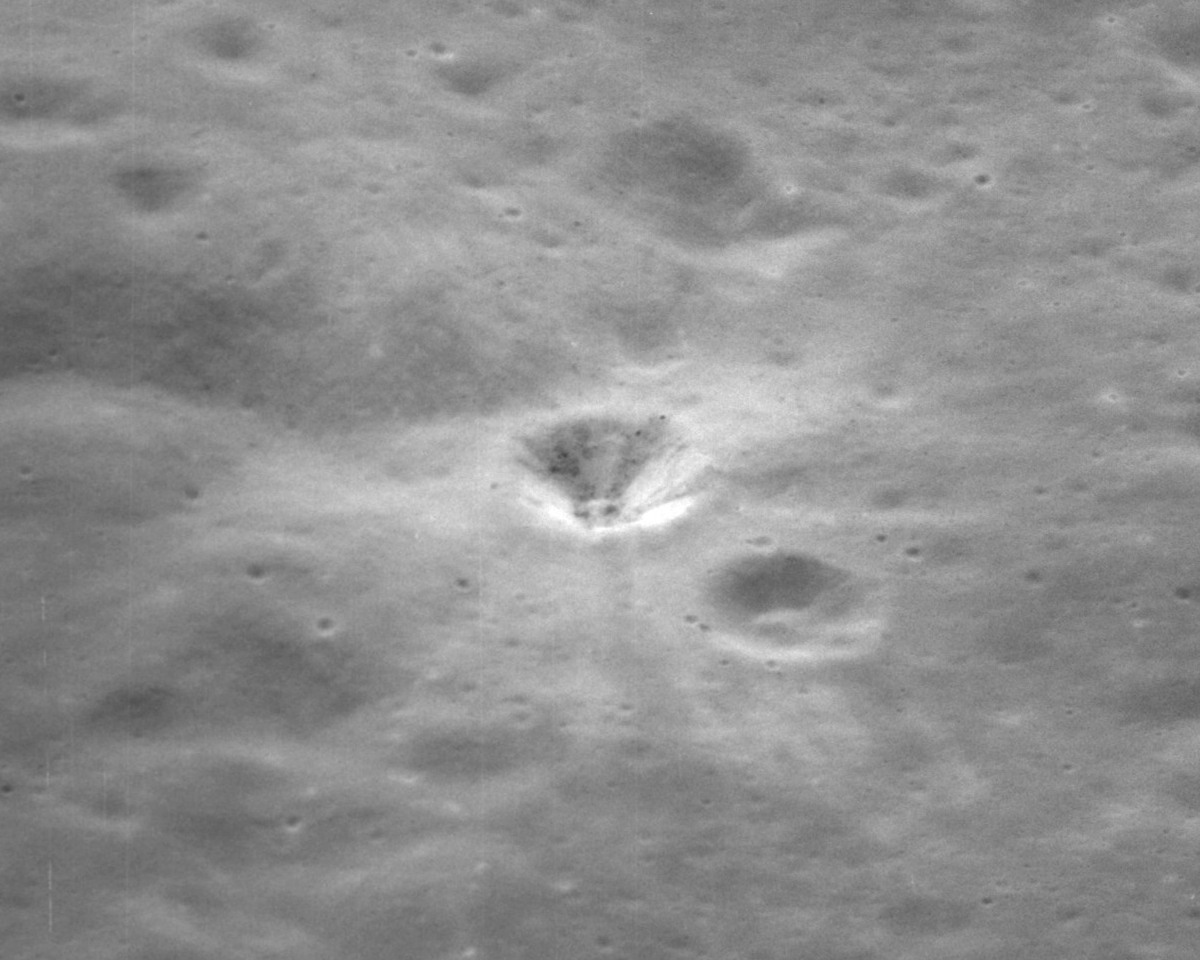
阿波罗14号拍摄的侧视图，面朝东。

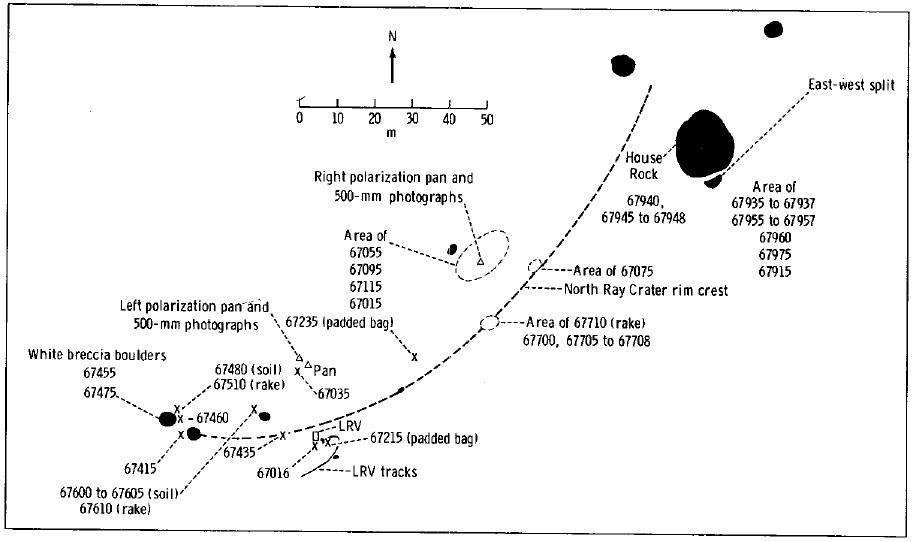
《阿波罗16号初步科考报告》中的11号科考点平面图。 X指示样本位置；5位数字代表LRL的样本数量；矩形表示月球车（小圆点是指电视摄像机）；黑点是大岩石，虚线代表陨石坑边缘或其他地形特征，而三角形是科考点全景图。

## 地质龄

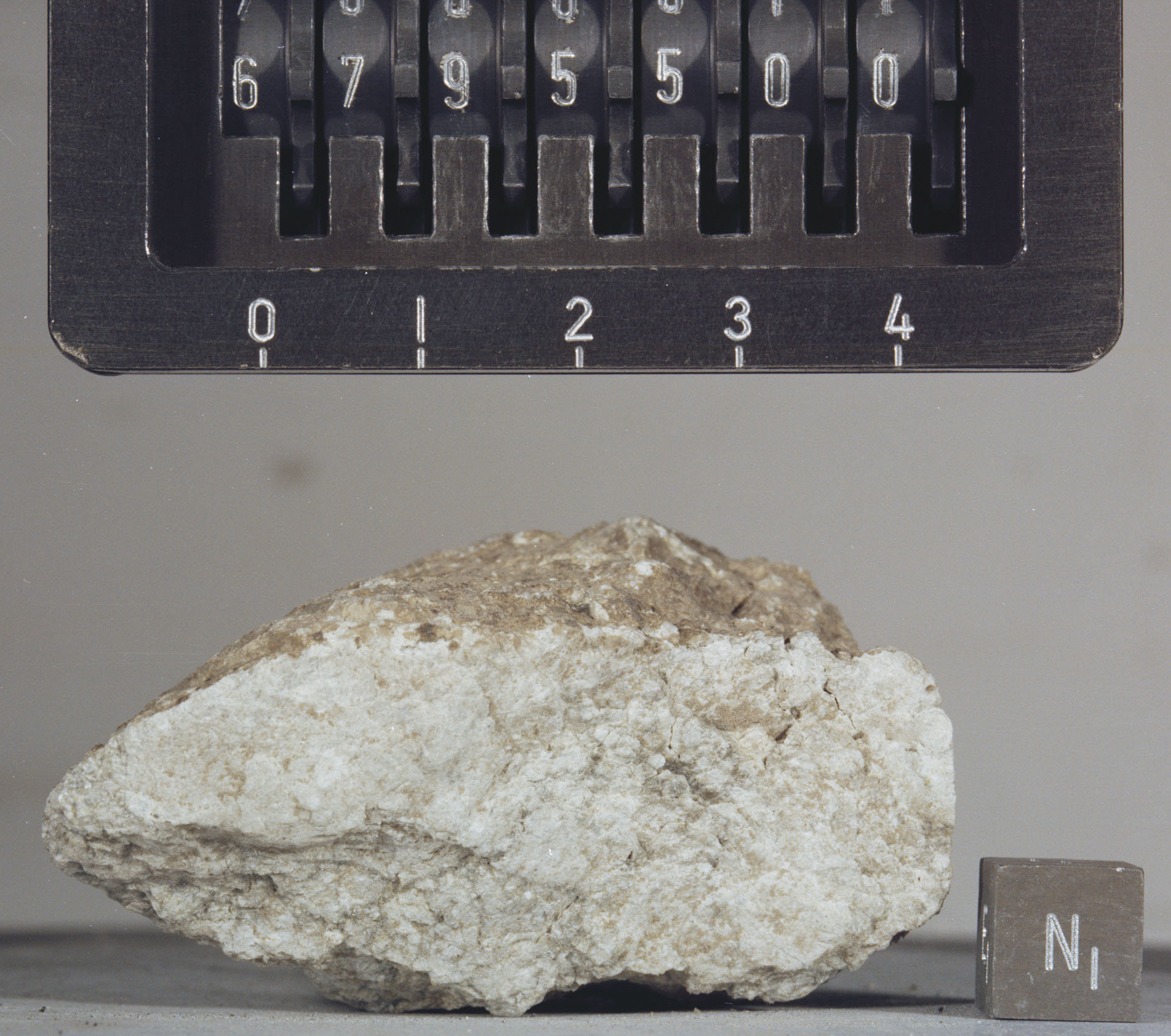
67955号月球岩样

根据测量采自“房屋岩石”上的苏长斜长岩—67955号样本所暴露在宇宙射线下的时间，得出形成北射纹线坑的撞击，大约发生在5000万年前，而岩石本身按钐/钕放射性定年法得出的地质年龄为42± 0.7亿年。

## 月岩样本

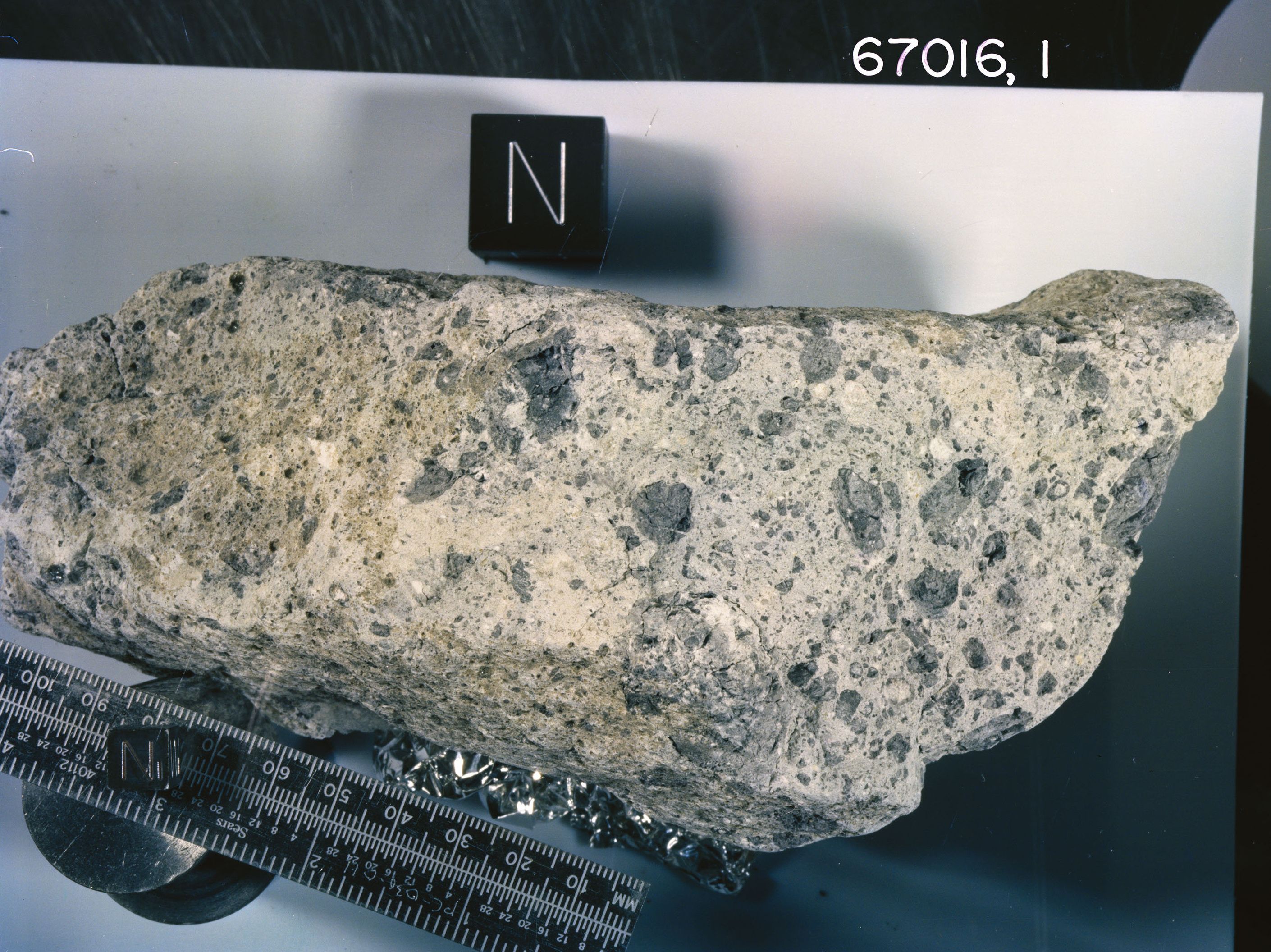
67016号月球岩样

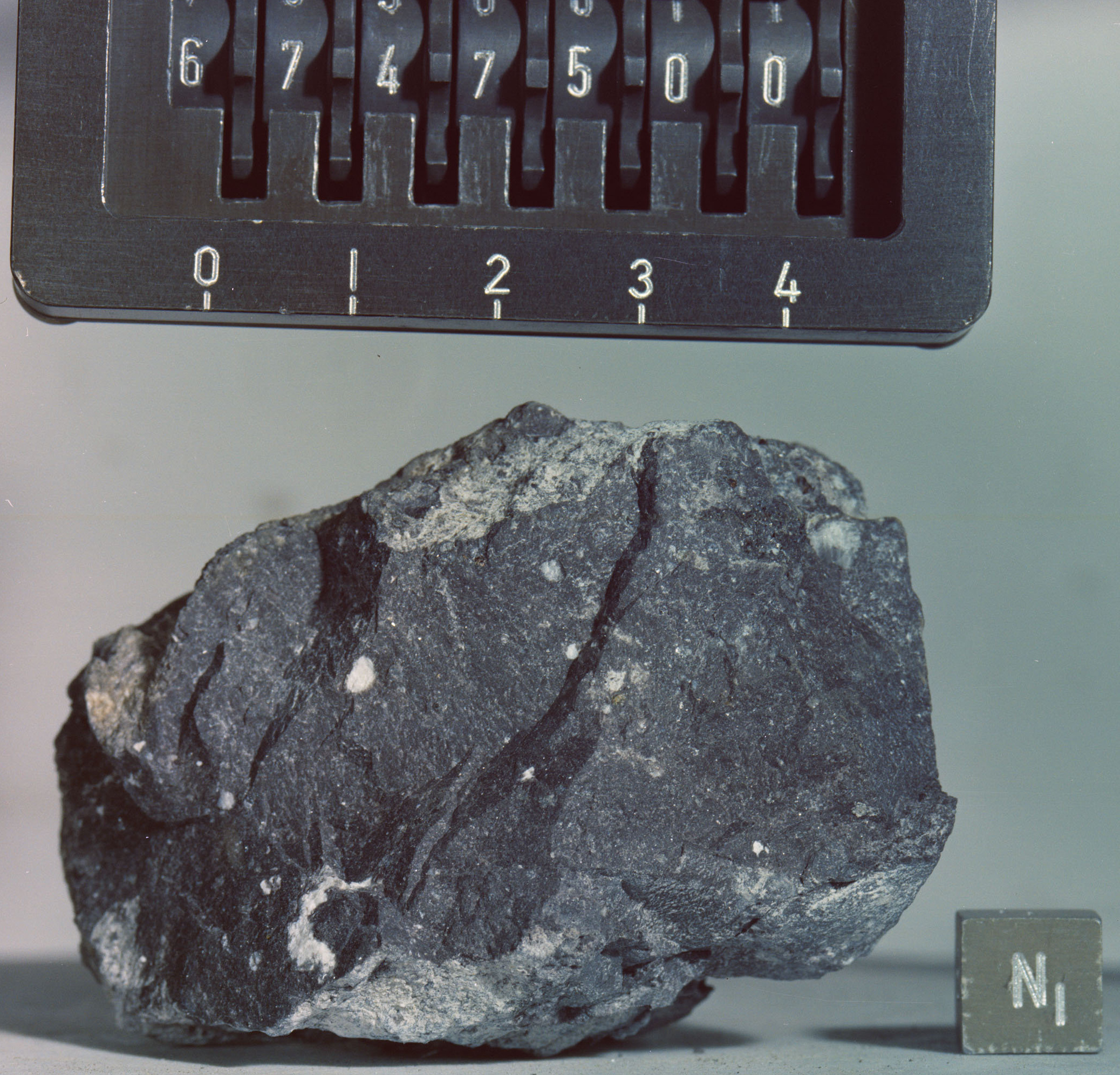
67475号月球岩样

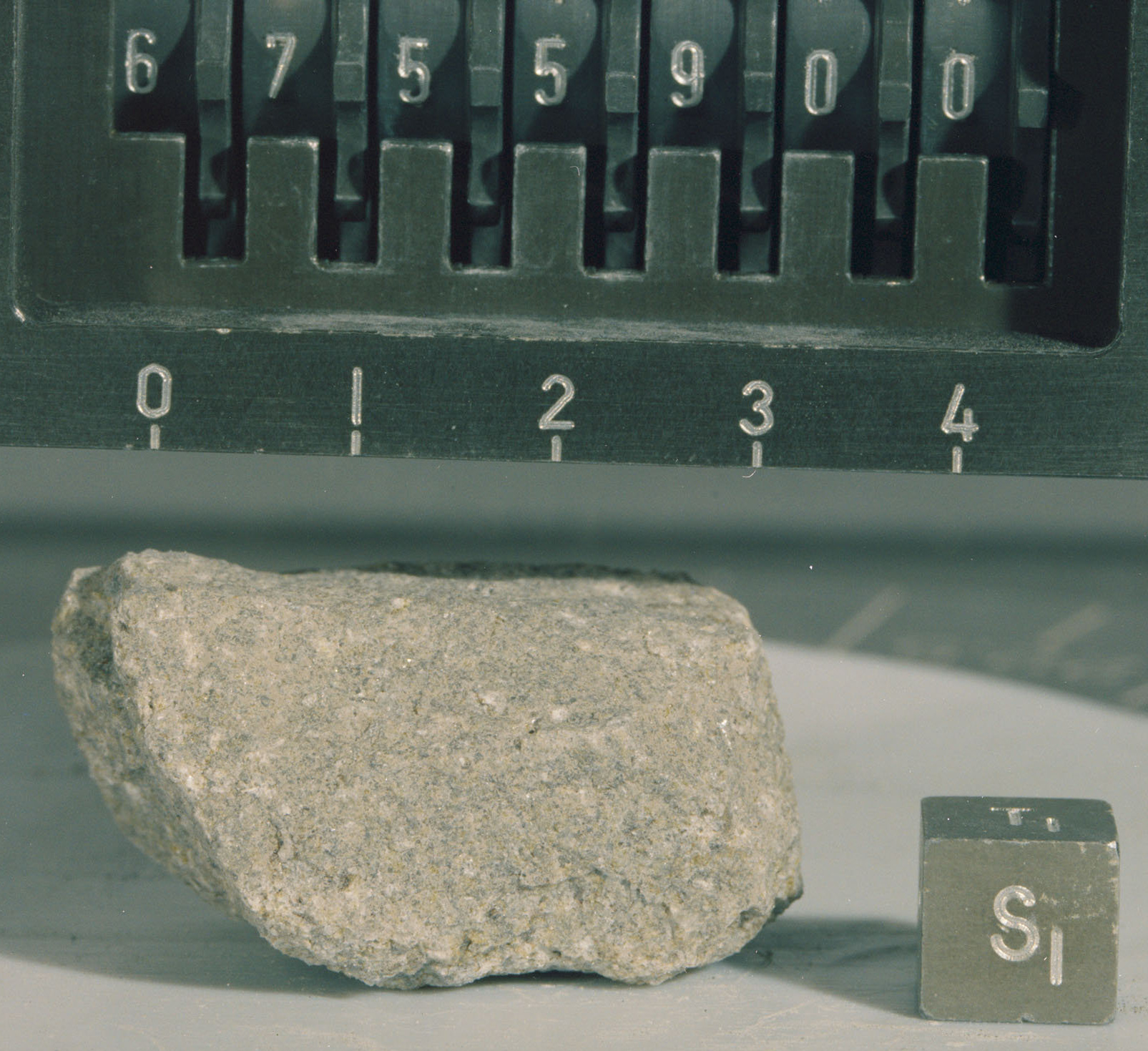
67559号月球岩样

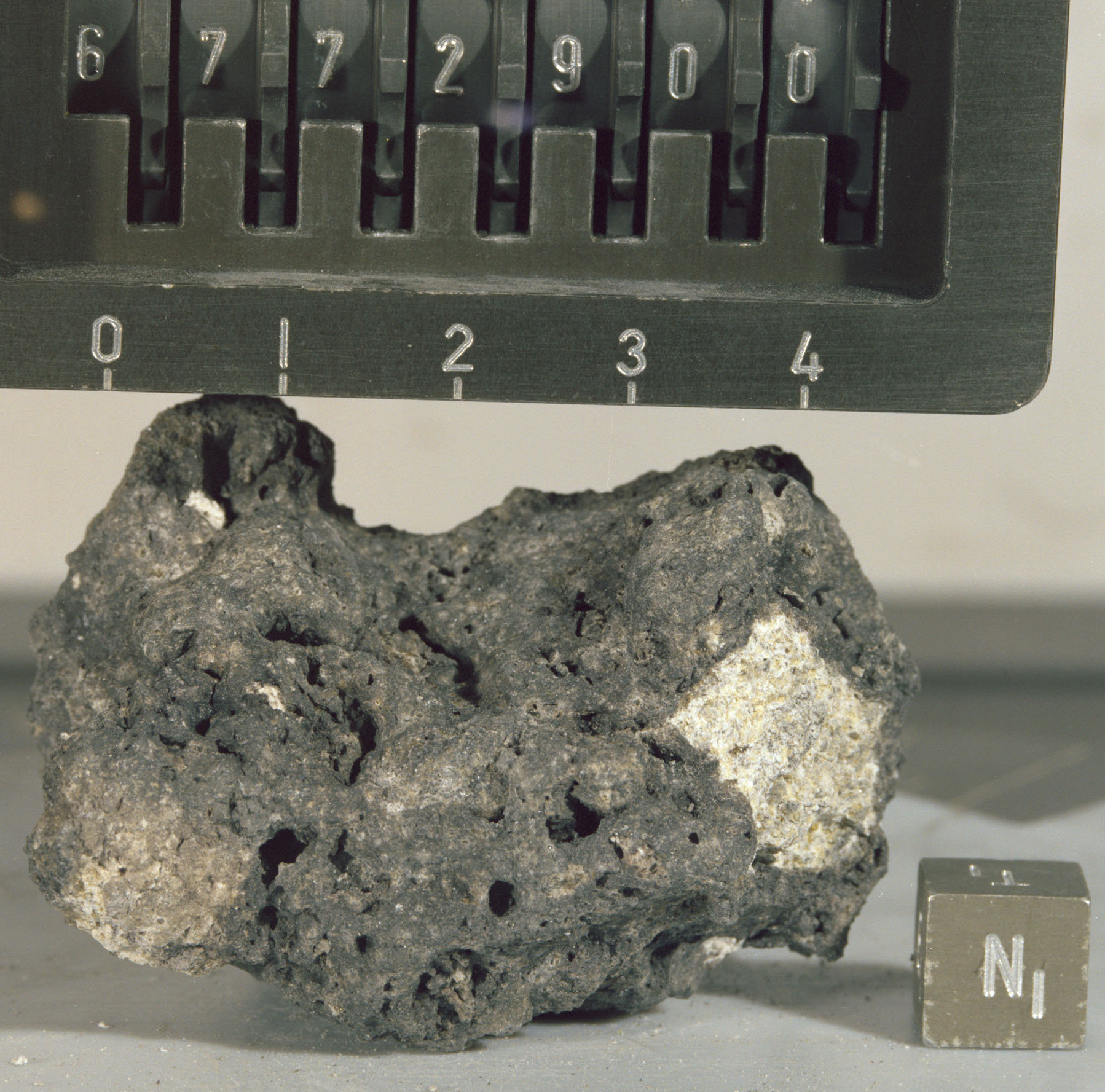
67729号月球岩样

下列从北射纹线坑（11号科考点）收集的样本，包含在《阿波罗16号初步科学报》表 6-Ⅱ 中，但不包括小于25克重的样品（有许多）。样本类型、岩性和描述来自月球和行星研究所《月球样本图集》。
| 月岩样本      | 样本类型 | 岩相           | 说明 |
| 67015         | 耙样     | 角砾岩         | 角砾质碎屑，主要是长石，但具有表现为松散碎屑基质的大范围高地岩性；定年为39亿年，角砾岩本身已暴露在宇宙射线下5100万年。                                       |
| 67016         | 岩石     | 角砾岩         | 长石质碎角砾岩，带有浅色和深色碎屑；形成于39.5亿年前，暴露宇宙射线下5000万年。                                                                               |
| 67035         | 岩石     | 碎角砾岩       | 极易碎，轻基质角砾岩；形成于39.5亿年前。 |
| 67055         | 岩石     | 角砾岩         | 黑、白角砾岩; 含高微量元素，但尚未定年。 |
| 67075         | 岩石     | 钙长岩         | 67075号月球样本极易碎，详细的岩相描述表明，该样本可能是来自层状火成岩侵入的与斜长岩密切相关的混合物，并显示其地质龄为44.7 亿年，暴露在宇宙射线下约5000万年。 |
| 67095         | 岩石     | 撞击熔融角砾岩 | 一种包覆玻璃质的玄武岩撞击熔化物或“弹珠”，尚未定年。 |
| 67115         | 耙样     | 角砾岩         | 玻璃质包覆层相当厚，但已被微陨石轰击破碎并断裂。 |
| 67210 (67215) | 耙样     | 角砾岩         | 白色复矿碎屑角砾岩主要由钙质斜长石和一些残留岩屑碎屑组成，顶部和底部有很多细点坑。                                                                           |
| 67230 (67235) | 岩石     | 撞击熔融角砾岩 | 67235号样本是一块大的特殊样本，用于研究月球岩石的外表面。 |
| 67415         | 耙样     | 角砾岩         | 根据林德斯特伦和林德斯特伦（1986年）的研究，67415号样本是一块带有碎裂基质的，轻微破碎的麻粒角砾岩。                                                          |
| 67435         | 岩石     | 角砾岩         | 具有黑白碎屑的灰基质角砾岩。 |
| 67455         | 耙样     | 角砾岩         | 极易碎的白色多晶长石质角砾岩。 |
| 67475         | 耙样     | 角砾岩         | 坚硬的紫灰色玻璃质角砾岩。 |
| 67515         | 耙样     | 角砾岩         | 含碎斜长岩和长石麻粒岩碎屑的易碎白垩岩。 |
| 67549         | 耙样     | 角砾岩         | 多孔和圆形，带浅基质和浅、暗二种碎屑。 |
| 67556         | 耙样     | 角砾岩         | 一块含侵入性玻璃纹理、易碎的微嵌晶状撞击熔体，有一个微型孔。                                                                                                 |
| 67559         | 耙样     | 玄武岩         | 尽管是高铝质，但火成岩的结构表明它是在液体中冷却的。它含有微量的镍、铱和金，已定年为37.6±0.4 亿年，这使它成为一块关键的样本。                                |
| 67605         | 耙样     | 角砾岩         | 相对较脆，尺寸、外形和颜色类似高尔夫球。 |
| 67627         | 耙样     | 角砾岩         | 玻璃粘结体 |
| 67628         | 耙样     | 角砾岩         | 玻璃弹珠（已被重编号为4个单独的样本 67685-67688） |
| 67629         | 耙样     | 角砾岩         | 玻璃粘结体（已重编号为4个单独的样本67629、67695、67696和67697号）                                                                                            |
| 67647         | 耙样     | 角砾岩         | 有大量连贯的细凹孔，基质中玻璃碎屑和玻璃。 |
| 67718         | 耙样     | 角砾岩         | 在隐晶岩基质富含斜长石碎屑。 |
| 67729         | 耙样     | 角砾岩         | 带有明显碎屑的囊状玻璃角砾岩，具有“玻璃弹珠”外观。 所有面布满细小凹孔。                                                                                      |
| 67915         | 岩石     | 角砾岩         | 由白色和灰色角砾组成，两者都是复矿碎屑岩（泰勒和莫西 1979年），由撞击熔融玻璃粘接，也被薄薄的黑玻璃脉纹分开。                                                |
| 67935         | 岩石     | 角砾岩         | 黑玻璃细脉纹，细粒亚玄武岩质地。 |
| 67936         | 岩石     | 角砾岩         | 黑玻璃细脉纹，细粒亚玄武岩质地 |
| 67937         | 岩石     | 角砾岩         | 黑玻璃细脉纹，细粒亚玄武岩质地 |
| 67955         | 岩石     | 角砾岩         | 外表面有一层带细麻点的薄褐色铜绿；已定年42亿年，暴露宇宙射线约5000万年（北射纹坑的年龄）。                                                                   |
| 67975         | 岩石     | 碎角砾岩       | 不规则形状岩石，具有数量大致相等的浅灰，碎屑状及易碎的角砾岩和一层囊状，富含碎屑的玻璃包覆层。                                                               |